# Jänissaari (ö i Finland, Mellersta Finland, Jyväskylä, lat 62,01, long 25,62)
Jänissaari är en ö i Finland. Den ligger i sjön Päijänne och i kommunen Jyväskylä i den ekonomiska regionen  Jyväskylä ekonomiska region  och landskapet Mellersta Finland, i den södra delen av landet, 210 km norr om huvudstaden Helsingfors. Öns area är 20,5 hektar och dess största längd är 1,1 kilometer i öst-västlig riktning.